# Maracon
Maracon je obec v západní (frankofonní) části Švýcarska, v kantonu Vaud, v okrese Lavaux-Oron. Žije zde 491 obyvatel.

## Geografie

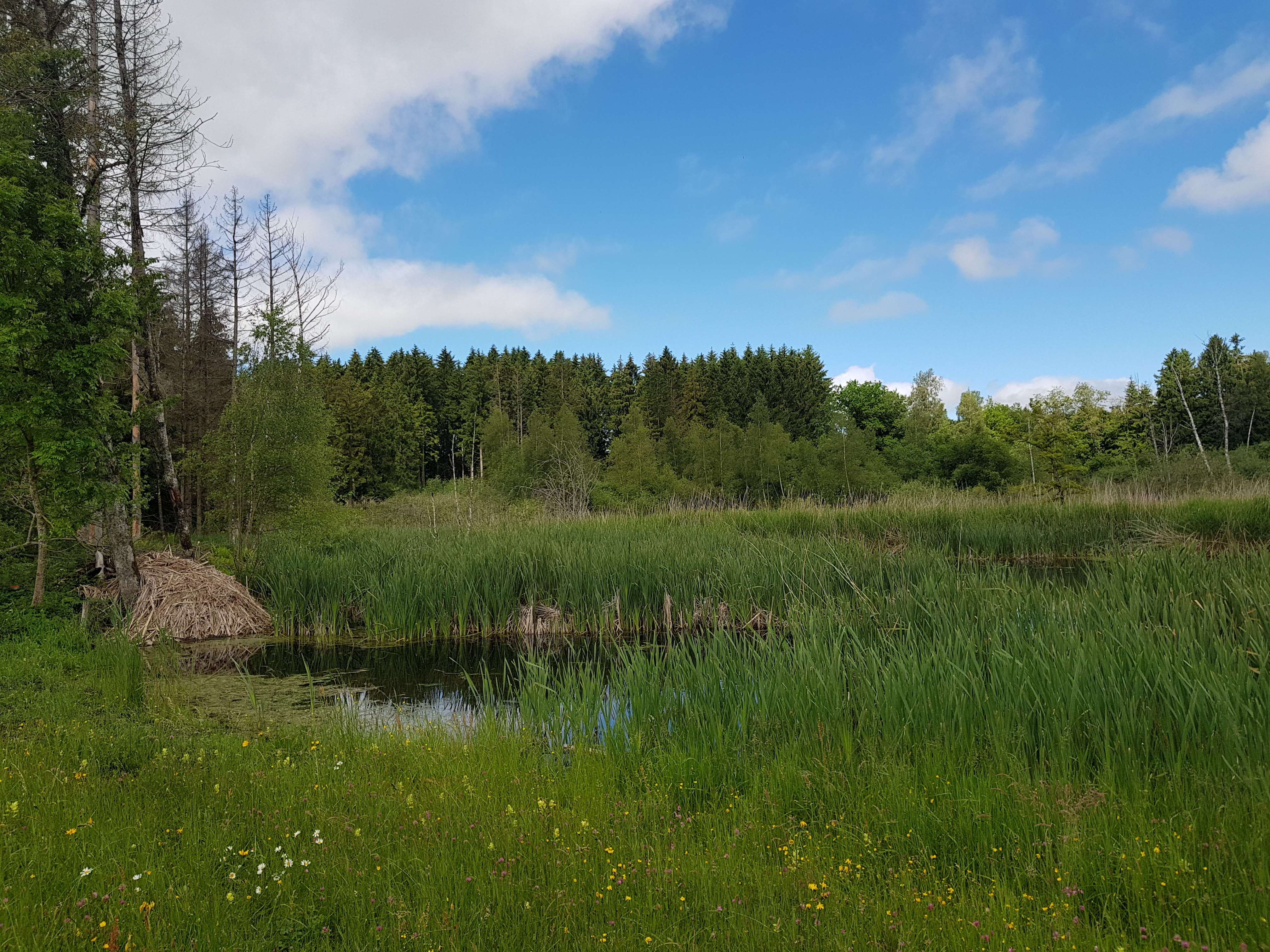
Bažinatá krajina v okolí obce

Maracon leží v nadmořské výšce 843 m, vzdušnou čarou 4 km jihovýchodně od Oron-la-Ville a 19 km východně od hlavního města kantonu, Lausanne. Zemědělská vesnice se nachází na vrcholu kopce nad údolím řeky Broye, na východním okraji kantonu Vaud.
Území obce o rozloze 4,4 km² pokrývá část molasových kopců v podhůří Alp. Hranici na jihovýchodě tvoří horní tok řeky Broye, která v průběhu času vytvořila ve vrstvách molasy malé údolí. Od řeky Broye se území obce rozkládá na severu na širokém hřebeni, který se postupně svažuje k západu (až do výšky 883 m n. m., nejvyššího bodu Maraconu) na dno údolí řeky Mionne. Na úplném severovýchodě, na bývalém území obce La Rogivue, se nachází rašeliniště a bažinatá oblast Les Mosses. V roce 1997 tvořila 6 % rozlohy obce zastavěná plocha, 22 % lesy a lesní porosty, 69 % zemědělství a asi 3 % neproduktivní půda.
Maracon zahrnuje také vesnici La Rogivue, vesnici La Coudre (840 m n. m.) severně od obce a několik samostatných farem. Sousedními obcemi Maraconu jsou Oron v kantonu Vaud a Saint-Martin, Semsales, Châtel-Saint-Denis a Remaufens v kantonu Fribourg.

## Historie
Maracon byl poprvé zmíněn v listinách v roce 1236 pod názvem Montimarascon, odvozeným z latinských slov mons (hora) a mariscum (bažina, vřesoviště). Později se objevily názvy Morascon (1287), Monracot (1290) a Montracot (1292).
Ve středověku patřila část Maraconu k panství Palézieux, druhá část k rodu Champion. Ti v roce 1547 prodali svůj podíl Bernu. Po dobytí Vaudu Bernem připadla vesnice v roce 1557 bernskému panství Oron. Po pádu Staré konfederace patřila obec v letech 1798–1803 během Helvétské republiky ke kantonu Léman, který byl následně po vstupu v platnost Ústavy o zprostředkování sloučen s kantonem Vaud. V roce 1798 byl přiřazen k okresu Oron. V roce 1872 se vesnice Very na okraji obce Ecoteaux a bývalý hrad staly součástí obce Maracon. Dne 1. ledna 2003 byla k Maraconu připojena dříve samostatná obec La Rogivue.

## Obyvatelstvo
| Rok            | 1850 | 1900 | 1910 | 1930 | 1950 | 1960 | 1970 | 1980 | 1990 | 2000 |
| Počet obyvatel | 350  | 326  | 278  | 222  | 230  | 198  | 171  | 197  | 295  | 344  |

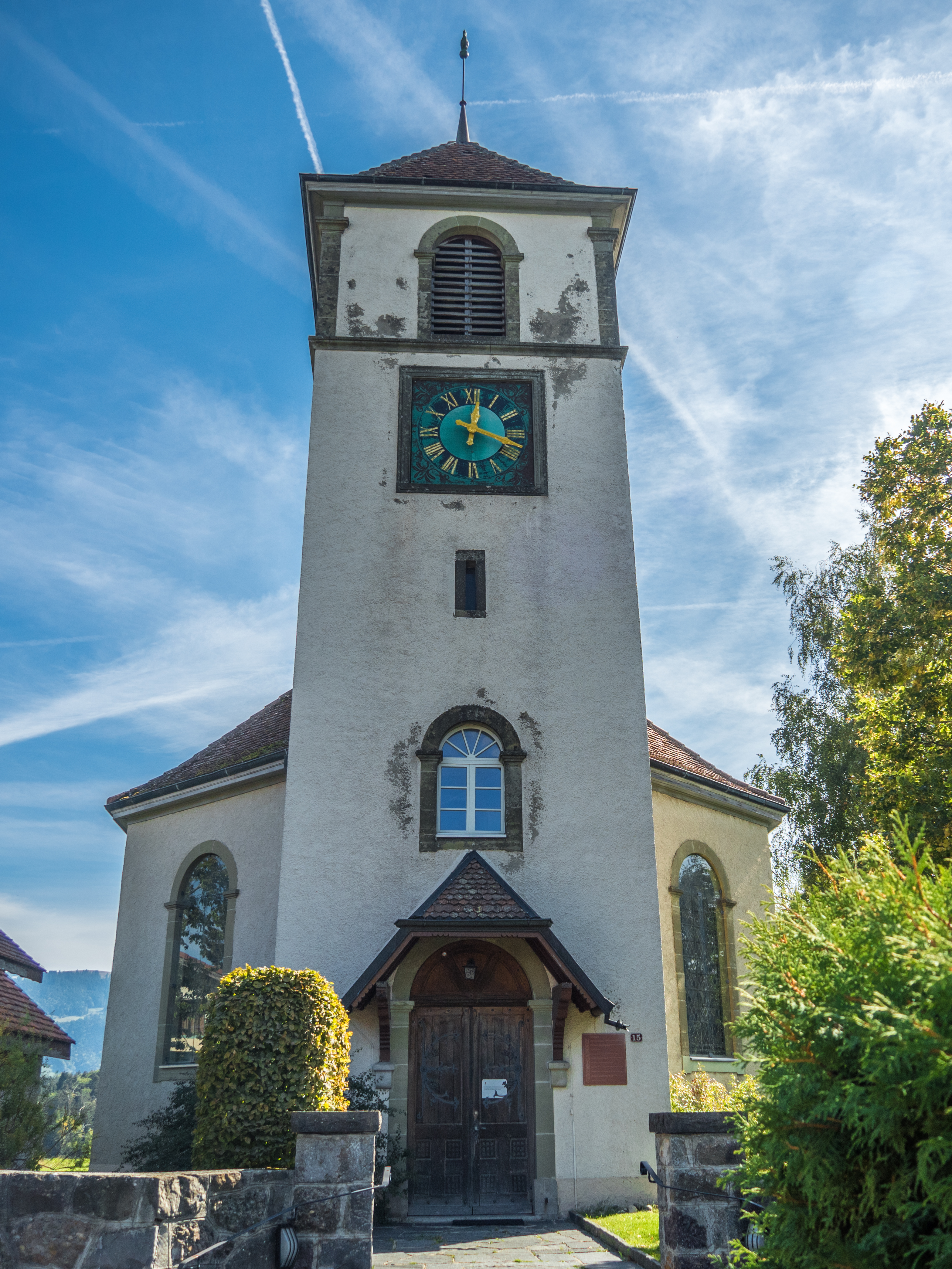
Farní kostel

Z celkového počtu obyvatel je 93,3 % francouzsky mluvících, 3,4 % německy mluvících a 0,7 % anglicky mluvících (stav v roce 2000). V roce 1900 žilo v Maraconu přes 300 obyvatel. Poté došlo k trvalému vystěhovalectví, které vedlo k poklesu na méně než 200 obyvatel do roku 1970; od té doby počet obyvatel opět prudce vzrostl a během 30 let se zdvojnásobil.

## Hospodářství
Až do druhé poloviny 20. století byl Maracon vesnicí s převážně zemědělským charakterem. Zemědělství a chov dobytka hrají i v 21. století důležitou roli ve struktuře zaměstnanosti obyvatelstva. Další pracovní místa jsou k dispozici v místních malých podnicích a v sektoru služeb. Výstavbou několika rodinných domů v posledních desetiletích se obec proměnila také v rezidenční obec. Mnoho zaměstnanců proto dojíždí za prací především do Lausanne a Vevey.

## Doprava
Obec se nachází mimo hlavní dopravní tepny na silnici z Palézieux do Semsales. Maracon a La Rogivue jsou napojeny na síť veřejné dopravy prostřednictvím linky Postbusu, která jezdí z Oron-la-Ville přes Palézieux do Semsales.